# Hubert Michaux
Pour les articles homonymes, voir Michaux.
Hubert Michaux, né en 1976, s'est fait connaître grâce à son blog et son parcours au sein de grandes sociétés internet françaises auprès de Pierre Chappaz, qu'il quitta en 2008 pour fonder Hellocoton, média social féminin novateur, qu'il dirige depuis mai 2008.

## Parcours
Hubert Michaux est diplômé d'un Master in Business Administration de l'université de Cardiff, Grande-Bretagne.
Il a commencé sa carrière au sein de QXL Ricardo (site d'enchères en ligne) à Londres en 2001, il rejoint Pixmania en 2003 pour s'occuper de la mise en place du marketing européen, de 2003 à 2006 il occupe divers postes chez Opodo en tant que responsable CRM Europe puis en tant que responsable marketing. C'est en 2006 qu'il rejoint la jeune start-up web2.0 Netvibes en tant que responsable marketing auprès de Tariq Krim.
À partir de mars 2008, il crée et prend la direction de Hellocoton, agrégateur social féminin dont la qualité de réalisation a été saluée. L'innovation se situe dans la qualité de l'agrégation qui est en grande partie humaine, effectuée par des éditorialistes. Hellocoton est incubé par Telecom ParisTech depuis octobre 2008. 
En 2016, il participe au lancement de la version française du site Business Insider.